# Eurema timorensis
Eurema timorensis is een vlindersoort uit de familie van de Pieridae (witjes), onderfamilie Coliadinae.
Eurema timorensis werd in 1977 beschreven door Shirôzu & Yata.